# Politique en Indonésie

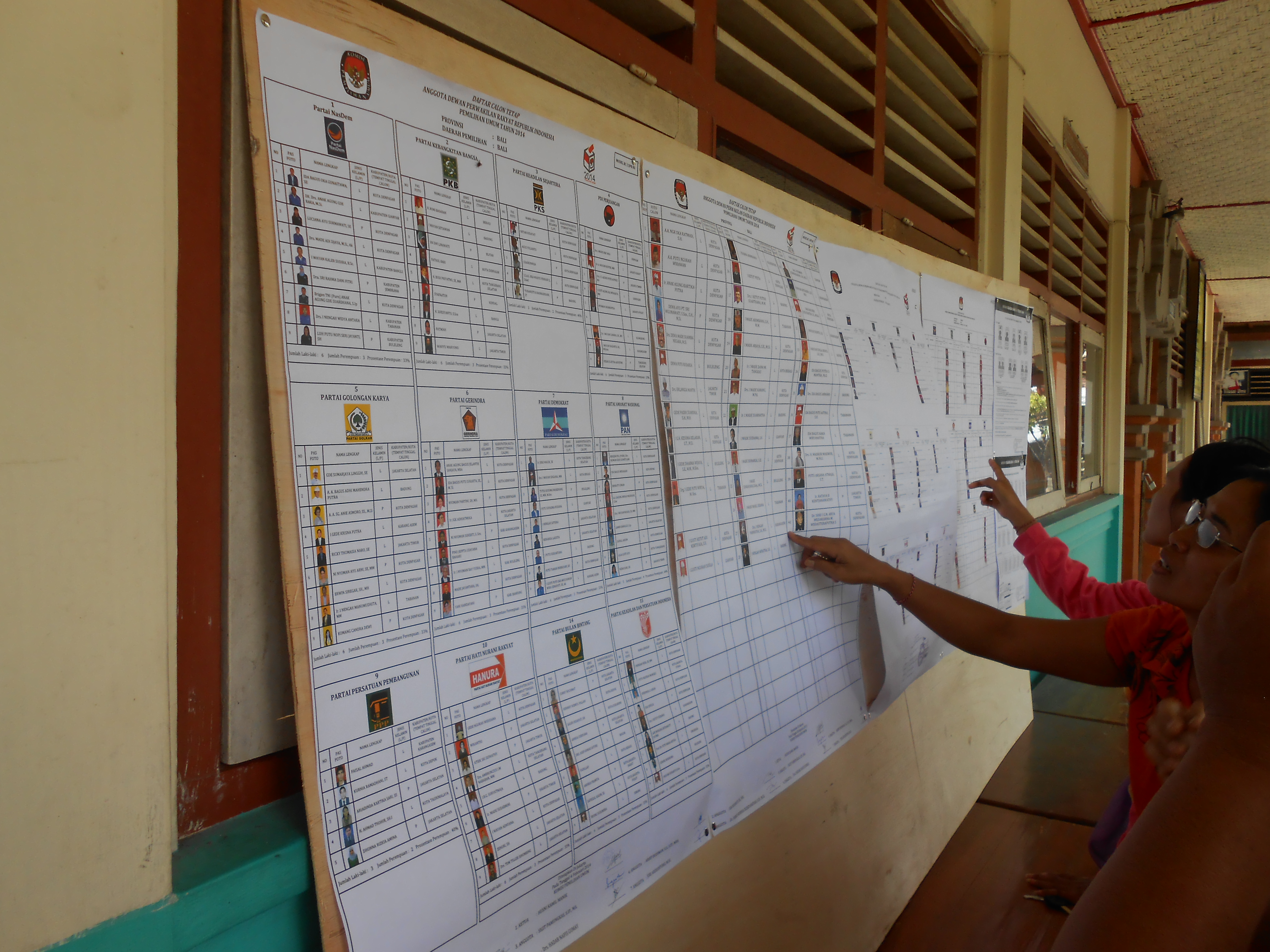
Indonésiens devant des listes législatives en 2014.

Cet article décrit la politique étrangère et la politique intérieure de l'Indonésie de son indépendance (17 août 1945) à nos jours.

## Indépendance
Les premiers pas vers l'indépendance de la république d'Indonésie ne datent pas de 1945. Le premier mouvement introductif date de 1908. Ce mouvement est caractérisé par la confrontation entre le colonisateur néerlandais et les étudiants de Java qui fondent le Budi Utomo.
Durant la Seconde Guerre mondiale, et plus précisément de 1942 à 1945, le territoire indonésien est occupé par les Japonais. Le 7 septembre 1944, alors que la guerre tourne en défaveur des Japonais, le Premier ministre Kuniaki Koiso promet l'indépendance aux leaders nationalistes indonésiens. C'est ainsi qu'une fois réellement vaincus, au moment de quitter l'Indonésie, les Japonais acceptent de signer une déclaration avec les autorités nationalistes pour confirmer cette promesse.
À la suite de la capitulation du Japon le 15 août 1945, Soekarno et Mohammad Hatta proclament l'indépendance de la république d'Indonésie deux jours plus tard, le 17 août 1945. Ces deux principaux leaders nationalistes commencent alors par former un gouvernement à Jakarta. Soekarno est désigné président de la République tandis que Mohammad Hatta deviendra son vice-président.
Ils adopteront une constitution républicaine provisoire. Celle-ci se base sur une ébauche réalisée sous l'occupation japonaise par le Comité préparatoire pour l'Indépendance Indonésienne. Elle présente diverses caractéristiques :
- elle fait de l'Indonésie un État unitaire ;
- le président et le vice-président sont élus par le Majelis Permusyarawatan Rakyat (MPR), constitué de 500 députés du Dewan Perwakilan Rakyat (DPR) élu au suffrage universel et de 500 représentants élus par le parlement des régions ;

- le MPR a aussi le pouvoir de modifier la constitution.

Pour assister le président, un Komite Nasional Indonesia Pusat (NKIP ou Comité national indonésien central) est constitué.
Malgré ces nombreuses démarches qui témoignent d'une envie d'écarter les puissances colonisatrices du territoire indonésien, les Pays-Bas montreront des réticences abruptes quant à la reconnaissance de cette déclaration d'indépendance. Les Alliés et l'ONU refuseront eux aussi de reconnaître cette déclaration et vont redonner l'Indonésie aux Pays-Bas.
Face à l'ignorance des aspirations indonésiennes, quatre années de lutte seront nécessaires pour que les deux rivaux finissent par s'entendre. Durant ces années, divers accords, batailles et opérations vont être menées: la bataille de Surabaya, l'accord de Linggarjati, l'opération Product, l'accord du Renville et l'opération Corbeau et Serangan Umum.
Ces périodes d'affrontements commenceront notamment par le Bersiap, qui durera d'août 1945 à décembre 1946. Ce terme renvoie aux premiers combats sanglants ayant lieu entre les deux rivaux. Il signifie "se préparer" ou "être prêt" dans la langue indonésienne.
Les Pays-Bas devront faire face à un sentiment nationaliste puissant au sein de la population qui se regroupe autour d'une armée très convaincante. Cette dernière se constitue de commandants locaux ayant résisté aux Néerlandais. De fait, elle se montrera très présente pour endosser un rôle unificateur au sein de la révolution. En effet, son aura incita les nationalistes indonésiens à se regrouper autour d’un même but.
Progressivement, la révolution indonésienne devient plurielle et organisée: elle s'étend à chaque île d'Indonésie. Ces îles disposent de leur propre unité de guérilla.
Sjahrir, nommé Premier ministre en novembre 1945, jouera un rôle de premier plan dans ce que les Indonésiens appellent la Revolusi. En effet, il sera le négociateur indonésien, tant face aux Néerlandais que face à la communauté internationale.
Faute de ne pas avoir réussi à rétablir un contrôle uniforme du pays (les Pays-Bas n'arrivent pas à prendre le contrôle de toutes les villes et villages) et à la suite des pressions de la communauté internationale, les Pays-Bas finiront par reconnaître l'indépendance de la république d'Indonésie par le transfert de souveraineté le 27 décembre 1949. Cependant, ils le feront de manière partielle puisque la Nouvelle-Guinée occidentale ne sera incorporée à la nouvelle république d'Indonésie qu'en 1962 à la signature de l'accord de New York.
Cette structure révolutionnaire qui aura duré quatre années aboutira à l'indépendance et donnera lieu dès les années 1950 à une nouvelle structure politique qui se veut pluraliste. En effet, il ne sera plus question de mode de mobilisation décentralisé mais centralisé où l'on cherche à incorporer la population dans un contexte hétérogène.

## Politique étrangère
En 1955, l’Indonésie organise la conférence de Bandung, que certains considèrent comme l’acte de naissance du mouvement des non-alignés. L’attitude des États-Unis, qui soutiennent deux rébellions séparatistes en 1958, celle de la Permesta dans le Nord de Célèbes et celle du PRRI à Padang dans l’Ouest de Sumatra, amène Soekarno à se rapprocher du camp socialiste. Le Parti communiste indonésien (PKI) soutient activement cette politique.
Le « mouvement du 30 septembre 1965 », lors duquel six des généraux les plus gradés de l’armée de terre indonésienne sont assassinés, sert de prétexte à cette dernière pour liquider le PKI. L’Indonésie rompt ses relations diplomatiques avec la Chine, qu’elle accuse d’avoir soutenu le mouvement.
Le nouveau régime, dirigé par le général Soeharto, renoue avec les États-Unis, la Banque mondiale et le Fonds monétaire international. Il promulgue une loi favorable à l’investissement étranger.
En 1967 à Bangkok en Thaïlande, l’Indonésie fonde, avec ce pays, la Malaisie, les Philippines et Singapour, l’Association des Nations d’Asie du Sud-Est (ASEAN dans son sigle anglais, pour Association of Southeast Asian Nations). Dans le contexte de la guerre froide du moment, et alors que les États-Unis sont fortement engagés dans la guerre du Viêt Nam, l’objectif des cinq pays est de développer la croissance et le développement et assurer la stabilité dans la région. En réalité, il s’agit de contenir la « menace communiste » dans la région, telle que la décrit la « théorie des dominos » popularisée par le président américain Eisenhower pour illustrer la nécessité d’empêcher la victoire des communistes en Indochine.
En janvier 1974 éclatent à Jakarta des émeutes, en protestation contre ce que les étudiants indonésiens considèrent comme une mainmise du capital étranger, essentiellement japonais, sur l’économie indonésienne. Le régime de Soeharto fait marche arrière et limite les secteurs ouverts à l’investissement étranger.
En 1975, à la suite de la proclamation d’indépendance du Timor oriental par le Front révolutionnaire pour l'indépendance du Timor oriental (FRETILIN), l’Indonésie prend prétexte de l’appel à l’aide de deux autres partis, l’APODETI (Alliance populaire démocratique de Timor) et l’UDT (Union démocratique de Timor) pro-indonésiens, pour envahir la colonie portugaise, qu’elle annexe, au mépris du droit international mais avec la bénédiction des États-Unis, qui voyait d’un mauvais œil la création d’un nouvel État d’orientation progressiste.
L’Indonésie rétablit ses relations diplomatiques avec la Chine dans les années 1990.

## Politique intérieure
De 1948 à 1965, l’Indonésie va être le théâtre de plusieurs mouvements insurrectionnels, dont notamment :
- l’« affaire de Madiun » en 1948, lorsque des militaires sympathisants du Parti communiste indonésien (PKI) se soulèvent et sont violemment réprimés ;
- le Darul Islam, qui éclate en 1949 et prend fin en 1965 ;
- la "république des Moluques du Sud" en 1950 ;
- l’affaire du 17 octobre, lorsque des chars de l’armée de terre indonésienne entourent le palais présidentiel à Jakarta ;
- les rébellions de la Permesta (Piagam Perjuangan Semesta ou « charte pour une lutte universelle ») et du PRRI (Pemerintah Revolusioner Republik Indonesia ou « gouvernement révolutionnaire de la république d’Indonésie »).

La répression de ces mouvements servira d’argument à l’armée de terre pour se considérer comme garante de l’intégrité de l’Indonésie (même si elle-même se révèle capable de se soulever).
Les premières élections indonésiennes n’ont lieu qu’en 1955. Elles élisent, dans un premier temps une assemblée, dans un deuxième temps une assemblée constituante chargée de rédiger une nouvelle constitution. Celle-ci sera dissoute en 1957 avec le lancement de la « démocratie dirigée » par Soekarno.
Le "mouvement du 30 septembre 1965" sert de prétexte à l’armée de terre pour liquider le PKI, par un massacre qui fait entre 500 000 et 1 million de morts. Le major-général Soeharto, qui n’est pas l’officier le plus élevé de l’armée de terre, a pris la tête de la répression. En mars 1966, il impose à Soekarno de lui céder le pouvoir.
Accusant la Chine d’avoir soutenu le mouvement, les militaires entreprennent une politique de discrimination systématique à l’égard des Indonésiens d’origine chinoise, qui seront désormais qualifiés de Cina. Tous les signes extérieurs de l’identité chinoise : langue, écriture, enseignes, publications, sont interdits. On suggère aux Chinois d’adopter des noms indonésiens.
Pour la Nouvelle-Guinée occidentale, dont le statut avait été laissé en suspens lors de la reconnaissance de l’indépendance par les Pays-Bas, l’Indonésie obtient la tenue d’un « acte de libre choix » supervisé par les Nations unies, auquel participent seulement un millier de chefs traditionnels triés sur le volet. Le territoire est officiellement intégré à l’Indonésie en 1969.
Les deuxièmes élections de l’histoire de l’Indonésie se tiennent également en 1969. La nouvelle assemblée élit président Soeharto, unique candidat. Pour les élections de 1974, le régime force les partis politiques indonésiens à fusionner en 2 partis :
- le Partai Demokrasi Indonesia ou PDI regroupe tous les partis non-musulmans, laïques (PNI soekarniste, Murba ou "Parti prolétarien") et chrétiens (Partai Katolik, Partai Kristen Indonesia protestant) ;
- le Partai Persatuan Pembangunan regroupe les partis musulmans.

Désormais, aux côtés de ces deux partis, les Golongan Karya ("groupes fonctionnels") ou Golkar, qui déclarent ne pas être un parti, participent aux élections, qu’ils gagneront régulièrement, avec un pourcentage oscillant entre 65 % et 70 % des voix. À chaque fois, l’assemblée réélit président Soeharto, toujours unique candidat.
En 1976, Hasan di Tiro, descendant d’un chef de la résistance contre les Hollandais durant la guerre d'Aceh au début du XXe siècle, fonde en Aceh le Gerakan Aceh Merdeka ("mouvement pour un Aceh libre"). C’est le début d’une longue guerre civile qui ne dit pas son nom dans la province.
À la suite des émeutes de Jakarta de mai 1998, Soeharto démissionne. Le vice-président B. J. Habibie devient automatiquement président. Celui-ci organise à Timor oriental la tenue d’un référendum proposant le maintien du territoire dans la république d’Indonésie. Près de 80 % des voix se déclarent contre ce maintien, c’est-à-dire pour l’indépendance. L’armée de terre indonésienne se retire du territoire, livré aux violences des milices pro-indonésiennes qu’elle soutient. Une force multinationale débarque pour rétablir le calme.
Le gouvernement de Habibie promulgue par ailleurs des lois donnant une grande autonomie aux kabupaten (départements) et kota (villes), tant sur le plan administratif qu’économique. En somme, le gouvernement central reconnaît l’échec d’un demi-siècle d’imposition d’un État unitaire par la violence. Mais craignant de favoriser les tentations sécessionnistes, il accorde l’autonomie, non aux provinces, dont la taille et la population sont souvent importantes, mais à leurs subdivisions, les kabupaten.
En 1999 se tiennent également les premières élections réellement démocratiques depuis 1955. L’assemblée qui en résulte élit président Abdurrahman Wahid, un dirigeant religieux musulman très respecté, qui l’emporte notamment sur Megawati Soekarnoputri, fille de Soekarno. « Gus Dur », comme on le surnomme affectueusement, inaugure une ère nouvelle. Il décide de redonner toute leur place aux citoyens d’origine chinoise, notamment par des mesures symboliques comme la déclaration du Nouvel An chinois comme fête nationale. Il entreprend de dialoguer avec les populations d’Aceh et de Nouvelle-Guinée occidentale, prenant une autre mesure symbolique en rebaptisant cette dernière "Papouasie".
Dans ce contexte de réformes et d’autonomie croissante des régions, un mouvement essaie de faire revivre les anciens États princiers. En 2001 par exemple, le bupati (préfet) de Kutai Kertanegara réinstaure le sultanat du même nom. En 2004, un nouveau sultan est intronisé à Pontianak, capitale de la province de Kalimantan occidental dans l’île de Bornéo. Certains princes tentent de jouer un rôle politique. En 1999, le sultan de Ternate dans les Moluques essaie de se faire élire gouverneur de la nouvelle province des Moluques du Nord. En 2003, le prince de Mempawah à Kalimantan Ouest se présente aux élections de préfet.
Il ne s’agit pas en l’occurrence de rétablir l’autorité de ces princes, puisque ceux-ci, soit dépendent des autorités de la République pour le rétablissement symbolique de leur statut, soit cherchent à être élus. Ce mouvement s’inscrit dans une volonté plus générale des régions d’Indonésie d’affirmer leur identité.
Sans préjuger de l’évolution future de l’Indonésie, on peut seulement dire qu’après des décennies de politique violente pour imposer l’État centralisé, l’Indonésie semble adopter une politique plus souple à l’égard de ses régions.

### Répression politique
La « diffusion des idées communistes » peut exposer à douze ans de prison. Dans les années 1960, le Parti communiste indonésien était l'un des plus grands partis au monde avant que des massacres ordonnés par la dictature de Suharto contre les personnes soupçonnées de sympathies communistes ne fassent de 500 000 à 2 millions de morts.